# 次大王
次大王（じだいおう、71年 - 165年）は高句麗の第7代の王（在位:146年 - 165年）。姓は高、諱は遂成（すいせい、スソン）。『三国史記』高句麗本紀・次大王即位紀には先代の太祖大王の同母弟とあるが、太祖大王紀の文中においては、遂成を太祖大王の弟とする記述と王子とする記述とが混合している。また『後漢書』には遂成は宮（太祖大王）の子とある。太祖大王の94年（146年）12月に王位を譲られ、遂成が76歳で即位した。

## 生涯
太祖大王の69年（121年）に後漢の幽州刺史の馮煥、玄菟太守の姚光、遼東太守の蔡諷らが高句麗内に侵攻してきた際に、王の命によって兵二千を率いてこれらを迎撃し、逆に玄菟・遼東を攻めて捕虜二千を得るといった勲功があった。132年7月頃から遂成は取り巻きの者たちとともに王位を狙う動きを見せ始め、146年7月には太祖大王を暗殺しようとした。このとき、謀議を咎めて遂成に直言した者があったが、口封じとして殺そうとした。こうした状況を見かねた右輔の高福章らは、遂成が反乱を起こそうとしていることを理由として太祖大王に遂成を誅殺することをすすめたが、太祖大王はこれまでの遂成の勲功と争いを避ける事を理由に、146年12月に譲位した。ここに、遂成は76歳にして王位につくこととなった。
即位して後は、取り巻きの者を高位に引き上げ、自分を害そうとした右輔の高福章や、太祖大王の嫡子莫勤（ぼきん、モゴン）を殺させた。莫勤の弟の莫徳（ぼとく、モドク）は兄が殺されたことを聞いて自分も殺されるものと恐れ、自ら縊死した。反対派のいなくなったところでいよいよ暴政をふりまき、人民に苦痛を与えるようになったため、165年10月に臣下の明臨答夫に弑逆されることとなった。次大王と諡されたが、埋葬地は伝わっていない。
次大王の死について『三国遺事』王暦は、165年に国祖王（太祖大王）と次大王とはともに新王（新大王）によって殺された、と記している。